# (23) Thalie
Pour les articles homonymes, voir Thalie.
(23) Thalie (désignation internationale (23) Thalia) est un astéroïde de la ceinture principale découvert par John Russell Hind le 15 décembre 1852.